# Leonardo De Lucca
Leonardo De Lucca - lekkoatleta urugwajski, później trener piłki nożnej.
De Lucca początkowo był aktywnym sportowcem, reprezentującym Urugwaj na turniejach lekkoatletycznych, w tym mistrzostwach Ameryki Południowej gdzie w 1919 i 1920 zdobywał medale w rzucie dyskiem i młotem. Po zakończeniu kariery w lekkiej atletyce został trenerem piłkarskim.
De Lucca zastąpił w 1923 roku Pedro Olivieriego na stanowisku opiekuna reprezentacji, którą poprowadził podczas turnieju Copa América 1923, gdzie Urugwaj zdobył mistrzostwo Ameryki Południowej. Jego zespół odniósł komplet zwycięstw - 2:0 z Paragwajem, 2:1 z Brazylią i 2:0 z Argentyną. W 1924 na stanowiska trenera reprezentacji Urugwaju zastąpił go Ernesto Meliante.
W 1932 roku De Lucca doprowadził CA Peñarol do tytułu mistrza Urugwaju. Bliski był także powtórzenia tego sukcesu w następnym sezonie, jednak w mistrzostwach 1933 roku Peñarol uległ po zaciętych trzech meczach barażowych drużynie Club Nacional de Football.